# Mid Sussex
Mid Sussex este un district ne-metropolitan situat în Regatul Unit, în comitatul West Sussex din regiunea South East, Anglia.

## Orașe din cadrul districtului
- Burgess Hill
- East Grinstead
- Haywards Heath

## Vedeți și
- Listă de orașe din Regatul Unit